# Teoría de Peccei–Quinn
En física de partículas, la teoría de Peccei–Quinn es la mejor propuesta conocida para resolver el problema CP fuerte. Formulada por Roberto Peccei y Helen Quinn en 1977. La teoría propone que la Lagrangiana QCD sea extendida con un término violación CP conocido como el parámetro {\displaystyle \theta }. Debido a que los experimentos nunca han medido un valor para {\displaystyle \theta }, este debe ser pequeño o cero.
La teoría de Peccei–Quinn predice que el parámetro {\displaystyle \theta } se puede explicar con un campo dinámico en vez de con un valor constante. Debido a que los campos cuánticos producen partículas, la teoría de Peccei–Quinn predice la existencia de una nueva partícula, el axión. El potencial que este campo lo lleva a tener un valor que se cancela de forma natural, haciendo el parámetro θ efectivamente cero.
La simetría de Peccei es un posible ingrediente extra - una simetría global U(1) bajo la cual se carga un campo escalar complejo. Esta simetría se rompe espontáneamente por el valor obtenido en este campo escalar, y el axión es el bosón de Goldstone sin masa de esta ruptura de simetría. Si la simetría es una simetría de gauge entonces el axión es eliminado por el bosón de gauge, lo que significa que el bosón de gauge adquiere masa y que el axión ya no existe como un grado de libertad físico (ver mecanismo de Higgs). Esto es un fenómeno deseable porque no deja partículas sin masa, las cuales no han sido vistas experimentalmente.
Esta simetŕia de Peccei–Quinn no puede ser exacta porque se rompe de manera anómala por los instantones de QCD. Si hubiera un término de compensación cancelando el término anómalo de ruptura QCD, el axión sería un bosón de Goldstone sin masa y {\displaystyle \theta } ya no sería compensado. El potencial efectivo para el axión es la suma de los potenciales por encima de la escala QCD con el término de potencial inducido por los efectos QCD no perturbativos. Si el axión es fundamental, o emerge en una escala mucho mayor que la escala QCD, el término de acoplamiento de axión de 5 dimensiones {\displaystyle aTr[F\wedge F]} queda suprimido por {\displaystyle 1/\Lambda } donde {\displaystyle \Lambda } es la escala donde el axión aparece. A causa de esto, para que {\displaystyle \theta } sea pequeño en el mínimo de potencial efectivo, el potencial básico tiene que ser muchos órdenes de magnitud más pequeño que el potencial inducido por el instanton, en conjunto con el factor Λ. Esto requiere un poco de ajuste para una simetría global aproximada, la cual necesita ser explicada.